# Toutainville
Toutainville is een gemeente in het Franse departement Eure (regio Normandië). De plaats maakt deel uit van het arrondissement Bernay. Toutainville telde op 1 januari 2022 1.280 inwoners.

## Geografie
De oppervlakte van Toutainville bedroeg op 1 januari 2022 11,85 vierkante kilometer; de bevolkingsdichtheid was toen 108 inwoners per km².

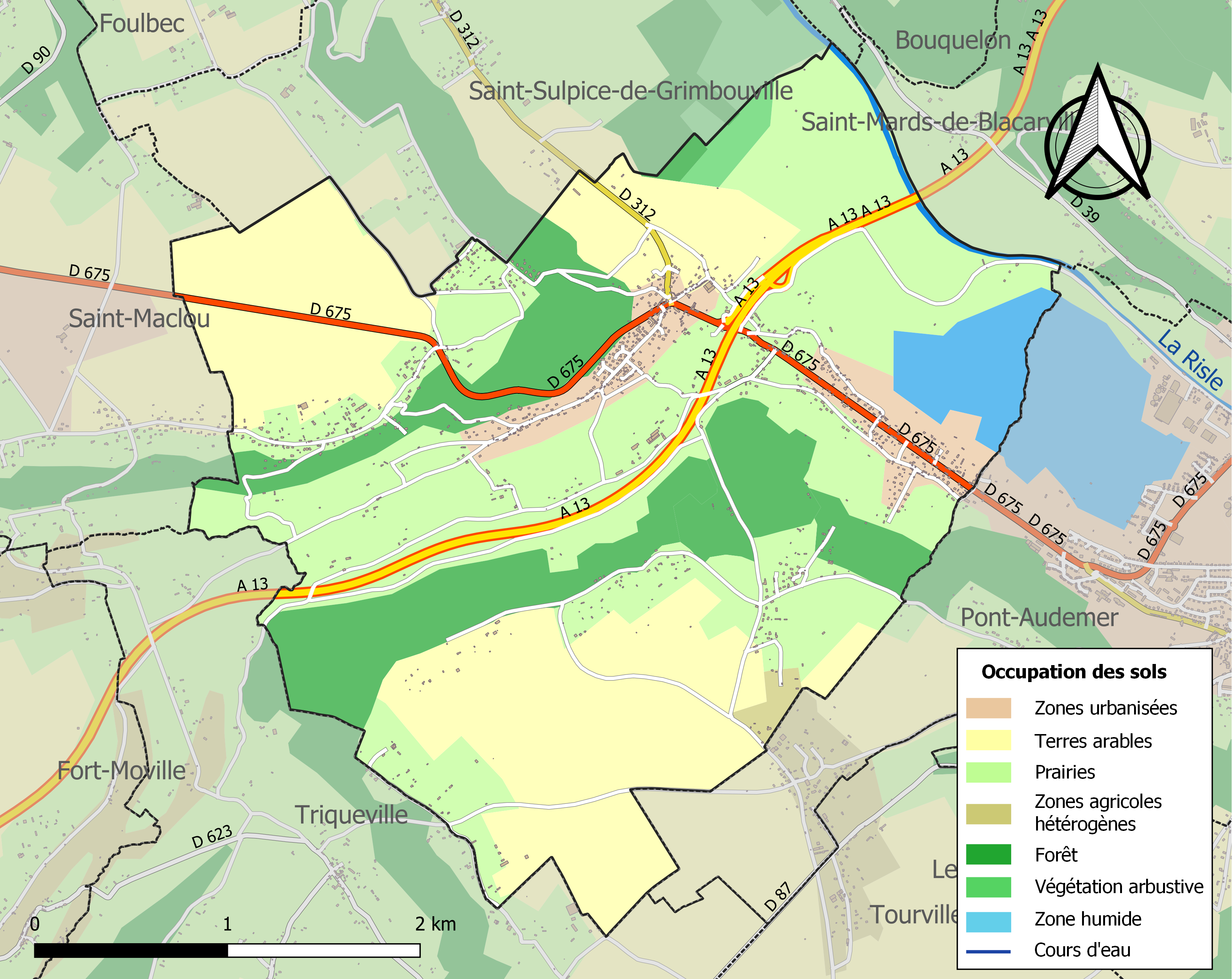
Kaart van de gemeente met belangrijkste infrastructuur, bodemgebruik en omliggende gemeenten

## Verkeer en vervoer
In de gemeente ligt spoorwegstation Toutainville.

## Demografie
Onderstaande figuur toont het verloop van het inwonertal (bron: INSEE-tellingen).